# Rhinolophus ferrumequinum
El murciélago de herradura grande (Rhinolophus ferrumequinum) es una especie de quiróptero propio del sur de la región Paleártica. Es el representante del género Rhinolophus de mayor tamaño de Europa, es una de las especies más ubicuas; prefiere los hábitat arbolados a los biotopos abiertos. Como todos los Rhinolophus emite los ultrasonidos por la nariz y no por la boca, como el resto del suborden de los microquirópteros; tampoco tiene trago.

## Distribución
Se presenta por todo el sur de la región Paleártica, desde la península ibérica y Marruecos hasta Japón. En Europa, su límite septentrional se encuentra en el suroeste de Gran Bretaña, y el oriental de la distribución continua, en Grecia; más hacia el este, se halla presente en Crimea.

### España
La población en España ronda los 50.000 ejemplares. El descenso poblacional parece ser generalizado en toda la península ibérica, siendo más acusado en el centro y este.

#### Andalucía
La población en Andalucía se estima en 11.351 individuos, lo que supone el 23 % de España. La tendencia poblacional es de un declive moderado, de un 3,5 % anual, sin embargo está considerada entre las más sanas junto a la de Extremadura, Castilla-La Mancha y Castilla y León.

## Hábitat
Utiliza refugios de variada naturaleza, comúnmente subterráneos durante el invierno, mientras que durante la época de actividad se aloja en desvanes, bodegas y cavidades. Las áreas de caza se localizan entre 200 y 1000 metros de su refugio. Para cazar utilizan "perchas" o posaderos nocturnos, donde permanecen colgados hasta localizar una presa. Se distribuye desde el nivel del mar hasta los 1600 metros de altitud.
Es una especie gregaria, forma colonias de hasta novecientos individuos, sedentaria con gran fidelidad por los refugios que reúnen condiciones adecuadas para la cría e hibernación.

## Amenazas
Por su marcado gregarismo y la baja capacidad de regeneración, una sola cría anual, las perturbaciones o destrucción de las colonias de cría e hibernada suelen ser catastróficas, con pérdidas elevadas de especímenes. La utilización masiva e indiscriminada de insecticidas forestales, (en Israel la fumigación masiva de cuevas para combatir a Rousettus aegyptiacus le ha llevado al borde de la extinción) y la transformación del hábitat. Todas estas circunstancias favorecen su generalizada regresión.

## Galería

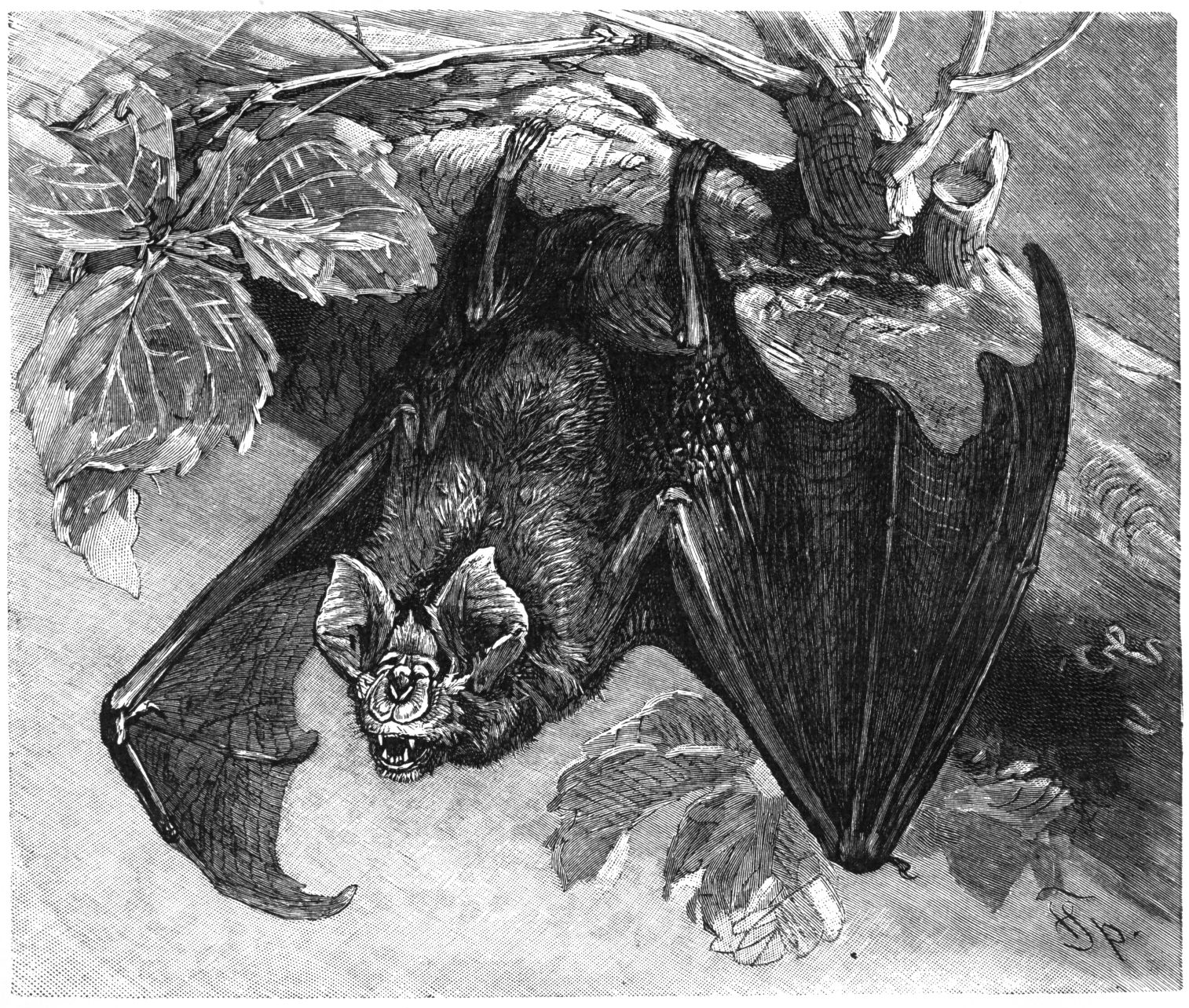
Gustav Mützel, para Alfred Brehm. 1927.
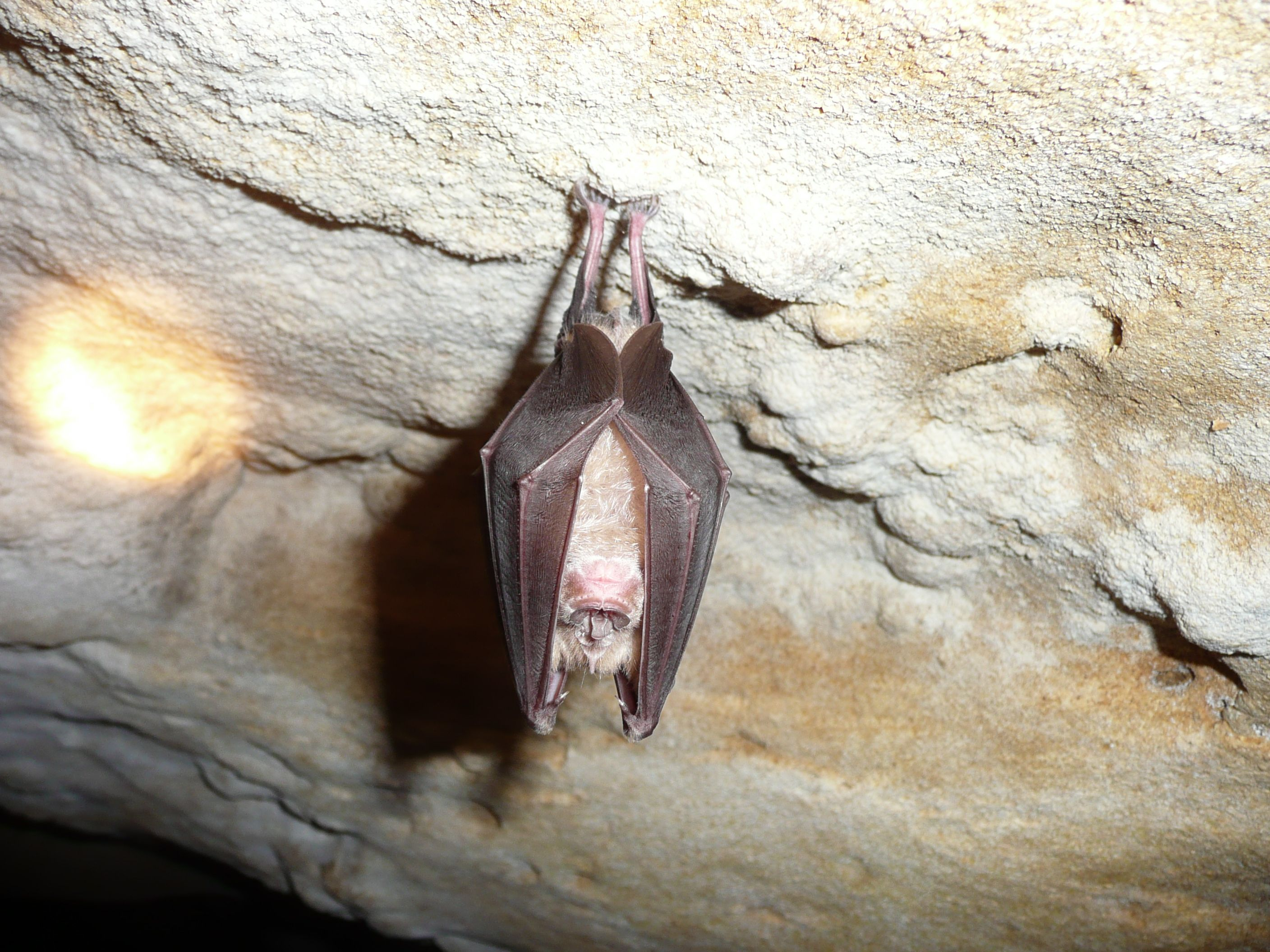
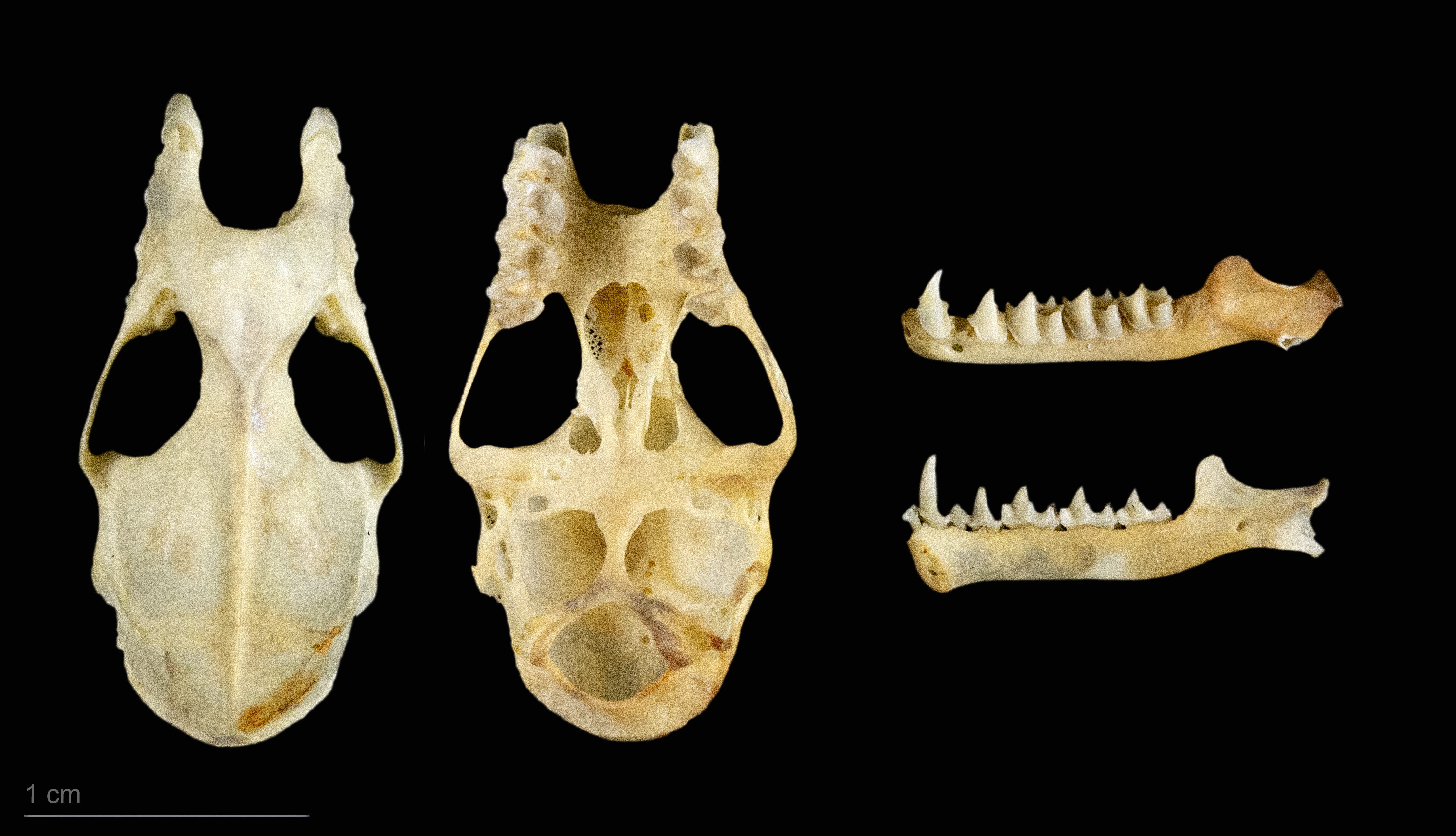
Rhinolophus ferrumequinum - MHNT